# The Forgotten Law

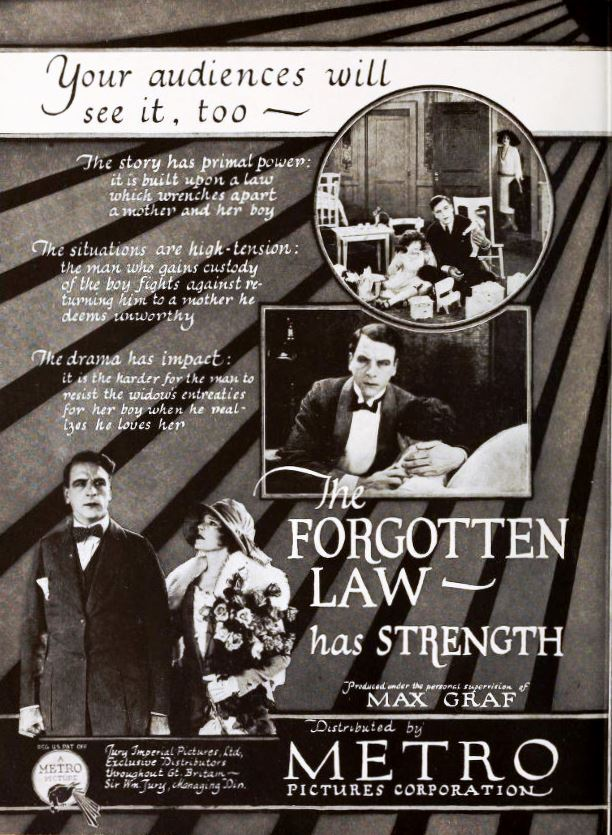
Anunci de la pel·lícula aparegut a la revista Exhibitors Trade Review

The Forgotten Law és una pel·lícula muda de la Metro dirigida per James W. Horne i protagonitzada per Milton Sills, Jack Mulhall i Cleo Ridgely. Basada en la novel·la “A Modern Madonna” de Caroline Abbot Stanley, la pel·lícula es va estrenar el 20 de novembre de 1922. Es considera una pel·lícula perduda.

## Argument
Margaret descobreix la infidelitat de Victor, el seu marit, i es produeix una forta discussió. Ell, enfadat, fa que Kirtley, el seu advocat, afegeixi un codicil al seu testament per tal que el seu germà Richard sigui el tutor de la seva filla Muriel en cas que ell mori. Això és legal per una llei obsoleta de l'estat que mai ha estat esmenada. Víctor és assassinat a la seva oficina en el moment en què la seva dona està entrant al despatx. Abans de morir murmura a Richard “ella m’ha disparat. El germà, que ignora el veritable caràcter de Victor i creu que Margaret és culpable de l'assassinat, s'enduu Muriel a casa seva. Més tard l'amant de Victor, en el seu llit de mort, confessa a Richard que ella és l'assassina i li explica que el seu germà era un faldiller. Tot queda aclarit i Richard s'acaba casant amb Margaret.

## Repartiment
- Milton Sills (Richard Jarnette)
- Jack Mulhall (Victor Jarnette)
- Cleo Ridgely (Margaret)
- Alec B. Francis (Kirtley)
- Muriel Frances Dana (Muriel)
- Alice Hollister (Rosalie)
- Edneh Altemus (Flo)
- Lucretia Harris (Mammy Cely)
- Walter Law (policia)